# Universidad Católica Silva Henríquez
Universidad Católica Silva Henríquez – prywatna uczelnia w Chile, zlokalizowana w Santiago. 